# Випче
Випче (укр. Віпче) — село в Верховинской поселковой общине Верховинского района Ивано-Франковской области Украины.
Население по переписи 2001 года составляло 227 человек. Занимает площадь 1 км². Почтовый индекс — 78701. Телефонный код — 03432.